# 阿纳斯塔西娅·克尼亚泽娃
阿纳斯塔西娅·帕夫洛夫娜·克尼亚泽娃（俄语：Анастасия Павловна Князева，2011年7月1日—），是俄罗斯兒童模特兒。

## 经历
2011年生于莫斯科。从两岁半开始就喜欢镜头和被关注的感觉，不久就有了第一次专业拍摄，顺理成章地成为了一名儿童模特儿。她也曾经在俄罗斯电视台少儿频道工作过一段时间。
2017年12月，英国的《每日郵報》将时年6岁的她评为世界上最美丽的女孩。